# 亚历山大·冯·本肯多夫
亚历山大·冯·本肯多夫（德語：Alexander von Benckendorff，1781年7月4日—1844年10月5日），是俄罗斯帝国时期的贵族、陆军将领。1825年十二月党人起义前夕，本肯多夫向皇帝尼古拉一世报告警讯，但遭到忽略。1826年6月，尼古拉一世根据本肯多夫的建议成立了“皇帝直属第三部”，由他领导帝国境内的秘密警察并负责一切情治侦查事务。